# Pogonostoma (Mirostenocera)
Pogonostoma (Microstenocera) – podrodzaj chrząszczy z rodziny biegaczowatych, podrodziny trzyszczowatych i rodzaju Pogonostoma.

## Taksonomia
Podrodzaj wyróżniony w 1946 roku przez R. Jeannela, który ustanowił jego gatunkiem typowym gatunek Pogonostoma pusillum.

## Występowanie
Wszystkie należące tu gatunki są endemitami Madagaskaru.

## Systematyka
Opisano dotychczas 36 gatunków z tego podrodzaju:
- Pogonostoma (Microstenocera) andreevae J.Moravec, 2007
- Pogonostoma (Microstenocera) andrei J.Moravec, 1999
- Pogonostoma (Microstenocera) basale Fleutiaux, 1899
- Pogonostoma (Microstenocera) basidilatatum W.Horn, 1909
- Pogonostoma (Microstenocera) beananae Rivalier, 1963
- Pogonostoma (Microstenocera) deuvei J.Moravec, 2000
- Pogonostoma (Microstenocera) dohnali J.Moravec, 2000
- Pogonostoma (Microstenocera) dolini J.Moravec, 2007
- Pogonostoma (Microstenocera) excisoclavipenis W.Horn, 1934
- Pogonostoma (Microstenocera) fabiocassolai J.Moravec, 2003
- Pogonostoma (Microstenocera) flavomaculatum W.Horn, 1892
- Pogonostoma (Microstenocera) fleutiauxi W.Horn, 1905
- Pogonostoma (Microstenocera) geniculatum Jeannel, 1946
- Pogonostoma (Microstenocera) globulithorax Jeannel, 1946
- Pogonostoma (Microstenocera) horni Fleutiaux, 1899
- Pogonostoma (Microstenocera) humbloti Rivalier, 1970
- Pogonostoma (Microstenocera) inerme Jeannel, 1946
- Pogonostoma (Microstenocera) janvybirali J.Moravec, 2007
- Pogonostoma (Microstenocera) juergenwiesneri J.Moravec, 2007
- Pogonostoma (Microstenocera) laporti W.Horn, 1900
- Pogonostoma (Microstenocera) levisculptum W.Horn, 1934
- Pogonostoma (Microstenocera) maculicorne W.Horn, 1934
- Pogonostoma (Microstenocera) mathiauxi Jeannel, 1946
- Pogonostoma (Microstenocera) minimum Fleutiaux, 1899
- Pogonostoma (Microstenocera) moestum Rivalier, 1970
- Pogonostoma (Microstenocera) parallelum W.Horn, 1909
- Pogonostoma (Microstenocera) parvulum Rivalier, 1970
- Pogonostoma (Microstenocera) perexiguum J.Moravec, 2000
- Pogonostoma (Microstenocera) pliskai J.Moravec, 2000
- Pogonostoma (Microstenocera) propripenis J.Moravec, 2000
- Pogonostoma (Microstenocera) pusillus Castelnau et Gory, 1837
- Pogonostoma (Microstenocera) rugosiceps Rivalier, 1970
- Pogonostoma (Microstenocera) sawadai J.Moravec, 2007
- Pogonostoma (Microstenocera) schaumi W.Horn, 1893
- Pogonostoma (Microstenocera) sicardi W.Horn, 1927
- Pogonostoma (Microstenocera) skrabali J.Moravec, 2000
- Pogonostoma (Microstenocera) vybirali J.Moravec, 2000